# 三首長の像
ボツワナの首都ハボローネの中心部にある「三首長の像」（英語: Three Dikgosi Monument）は、ツワナ人の三部族バマングワト族、バクウェナ族、バングワケツェ（Bangwaketse）族それぞれの kgosi （首長の意）であったカーマ3世、シェベレ1世、バトエン1世の銅像である。章典授与式やミス・コンテストのような催し物がこのモニュメントの前で行われている。2007年1月から8月までに行われた調査によると、このモニュメントはハボローネを訪れた観光客が最もよく訪れた場所であった。

## 解説
それぞれの高さ5.4メートル（18フィート）、堂々たる外観のブロンズ製の銅像である。モデルとなっている三人の人物はツワナ人の三部族バマングワト族、バクウェナ族、バングワケツェ（Bangwaketse）族それぞれの kgosi （首長の意）であったカーマ3世、シェベレ1世、バトエン1世である。三人のdikgosi（kgosi の複数形）は1895年、大英帝国ロンドンにベチュワナランドを代表する外交使節として赴き、自分たちの国が南ローデシア（現在のジンバブエ）に編入されないよう、また、セシル・ローズのイギリス南アフリカ会社にベチュワナランドを支配させないよう、植民地大臣ジョセフ・チェンバレンおよび女王ヴィクトリアと交渉した。彼らの願いが聞き入れられ、ベチュワナランドはイギリスの保護国となったため、隣接する白人の人種差別主義的植民地体制に組み入れられることなく将来の独立（1966年）につながった。「三人の首長の像」はこうした彼らの1895年の訪英の功績をたたえる目的で建造が計画された。
三首長の像の建造には総額 10.5 million ボツワナ・プラ（2017年のレートで1億2000万円弱）がかかり、内訳はデザイン費が 7.5 million プラ（同8000万円程度）、造形費が 3 million プラ（同3500万円程度）であった。建造を実施したのは北朝鮮の国営企業万寿台海外開発会社である。国連安全保障理事会が2017年に公表した年次報告書によると、北朝鮮はアフリカ諸国の銅像製作を請け負うことで年間数千万ドルの外貨を獲得している。アフリカの銅像製作は2000年以降の北朝鮮の総輸出額の25％を占める。

## 歴史
ハボローネには、初代大統領セレツェ・カーマの銅像が1986年に建てられたが、生前の姿にまったく似ていないと非難する声もあった。その息子イアン・カーマが第4代大統領に就任する直前、その銅像は国会議事堂と相対する場所に移設された。「人民と向き合う」という象徴的な意義を持たせた移設であった。2005年に作られた「三首長の像」も論争と無縁というわけにはいかず、入札の裁定方法をめぐって一悶着が起き、入札が北朝鮮企業に決定すると、地元の彫刻家数人が失望を表明した。
入札の経緯はともかく、ボツワナの全国紙『ムメヒ』の記者の意見によると万寿台創作社は質の高い仕事をしており、銅像は三首長の顔立ちによく似せているという。ボツワナ独立39周年目の独立記念日を翌日に控えた2005年9月29日に当時のフェスタス・モハエ大統領によって公開された。除幕式は10月3日に催された。除幕されたころは、一日あたり800人が三首長の像を訪れる人気であった。独立記念日前後には、勲章などの授与式などがこのモニュメントの前で行われている。2008年の独立記念の一連の式典においては「ミス・インディペンデント・ボツワナ」を決める野外コンテストも三首長の像の前で行われた。2007年1月から8月までに行われた調査によると、このモニュメントはハボローネを訪れた観光客が最もよく訪れた場所であり、その内訳は79％が国内から、8％が南アフリカ共和国から、その他がジンバブエやアメリカ、中国、ケニアなどとなっている。
入札の経緯が不透明であることのほかに、三首長の像の建立自体を問題視する視座もある。ボツワナ国民の民族構成はツワナ人とされる人々が79％の多数派を形成し、カランガ人などのマイノリティが残りの21％を占める。建立当初、ボツワナのマイノリティの中には、三首長の像の建立により「ツワナ人こそがこの国の支配者だ」というプロパガンダがまたもや繰り返されたと主張した者もいた。